# فلفل كرجي
ولد قاريء المقام العراقي فلفل كرجي عام 1935 م في منطقة سوق حنون الشعبي وسط بغداد، واسمه الحقيقي «إلياس جورجي». وهو من عائلة يهودية كانت تمتهن التجارة. تتلمذ على يد المطرب العراقي المسلم حسن حبكة.
منحهُ تعليمه الإسلامي الكلاسيكي والموسيقي القدرة على قراءة القرآن إلى ملايين المشاهدين العربِ خلال شهر رمضان على تلفزيون إسرائيل.

## خروجه من العراق
عندما حدث «فرهود اليهود» لم يعد كرجي قادراً على إخفاء هويته اليهودية، فهرب إلى إيران في إحدى الليالي المظلمة من عام 1950. وبعد ستة أشهر هاجر من إيران إلى إسرائيل.

## مسيرته الفنية
استطاعَ خلال مسيرته الفنية الكبيرة أن يتَرْك أثرِه على الموسيقى العراقيةِ، ويُثبتُ دُون أدنَى شَكّ بأنّه كَانَ أحد قارئي المقام العظماء الذين أحدثوا ثورة عظيمة في الموسيقى العراقية. كَتبَ فلفل كرجي الكلمات وأعدَّ الألحان لمعظم أغانيه بنفسه، وكان يكتب كلمات أغانيه باللغة العربية، وقام بتجديد الأغاني الفلكلورية العراقية القديمة.
عندما اشتد عود فلفل في إسرائيل التحق للعمل بالإذاعة، حيث وضع موسيقى الكثير من الأغاني العراقية، واستمر في قراءة القرآن من خلال الإذاعة في ليالي رمضان. كما كان موهوبا ونشطا فنيا، وكان يكتب كلمات أغانيه، وغالبا ما يضع ألحانها، وكانت لغته وشاعريته تساعده كثيرا، واستطاع إدخال التجديد على كثير من الأغاني العراقية القديمة، مع التمسك بالموروث القديم. وكانت شعبيته طاغية في أوساط عراقيي إسرائيل، وكانوا يستمعون إلى أغانيه باستمرار، وكبر جمهوره في حينه داخل إسرائيل وخارجها، ووصل إلى العراق. وعلى الرغم من أنه أقام كثيرا من الحفلات في مختلف دول العالم، فإنه مات عن 48 عاما، وفي قلبه غصة، وحنين دائم للعودة إلى وطنه السابق يوما.
ظل متمسكاً بموروثه العراقي لسنوات طويلة، وكان يمتلك شعبية كبيرة بين أوساط اليهود العراقيين في إسرائيل، وكانت أغانيه تذاع عبر إذاعة صوت إسرائيل باللغة العربية، مما جعل له جمهورا كبيرا في العراق، وأقام عددًا كبيرًا من الحفلات في مختلف دول العالم.
ماتَ في 1983 في فناءِ بيتِه في إسرائيل.